# (I Would) Die for You
(I Would) Die for You är en låt framförd av den svensk-grekiska duon Antique. Låten var Greklands bidrag i Eurovision Song Contest 2001 i Köpenhamn i Danmark. Låten är skriven av Nikos Terzis och Antonis Pappas.
Bidraget framfördes i finalen den 12 maj och slutade där på tredje plats med 147 poäng.